# エリン・ハンター
エリン・ハンター（Erin Hunter）はケイト・キャリー、チェリス・ボールドリー、ビクトリア・ホームズ、トゥイ・サザーランドの4人の女性児童文学作家のペンネーム。共に同じ方向で協力して仕事をしている。
代表作にウォーリアーズ、Seekers、Survivors、Bravelands、Bamboo Kingdomがある。

## ペンネーム
ウォーリアーズの日本語版では、ケイト・キャリーとチェリス・ボールドリーの2人のみのペンネームとしている。これは、残りの2人のVictoria HolmesとTui Sutherlandもウォーリアーズの著作に携わっているものの、日本語版ではまだ発行されていないためと考えられる。

## 作家

### ケイト・キャリー
ケイト・キャリー（Kate Cary）はイギリス在住。

### チェリス・ボールドリー
チェリス・ボールドリー（Cherith Baldry）はイギリス在住。

### ビクトリア・ホームズ
ビクトリア・ホームズ（Victoria Holmes）はイギリス在住。

### トゥイ・サザーランド
トゥイ・サザーランド（Tui Sutherland）はアメリカ在住。彼女はカラカス、ベネズエラで生まれた。

## 作品リスト
ウォーリアーズシリーズⅠ,Ⅱ,Ⅲ
Ⅳは2016年一月末に発売予定 
(Ⅴは未約)
サバイバーズシリーズ(犬の物語)等がある

## 外部サイト
- 小峰書店【特集：ウォーリアーズ】 - 日本語版ウォーリアーズ公式サイト
- 英語版ウォーリアーズ公式サイト（英語）